# Traité numéro 8

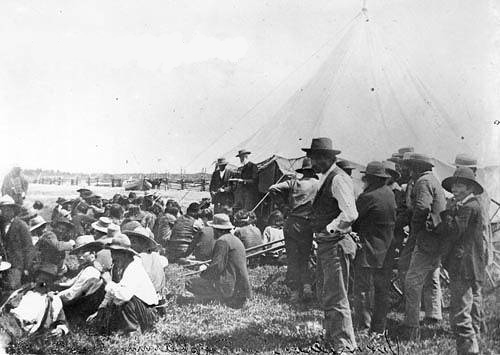
L'honorable David Laird expliquant les termes du Traité 8 au Fort Vermilion en 1899

Le Traité numéro 8 a été signé le 21 juin 1899 entre le monarque du Royaume-Uni de Grande-Bretagne et d'Irlande, la reine Victoria, et plusieurs Premières Nations de la région du Petit lac des Esclaves. Le Traité 8 est l'un des 11 traités numérotés entre le gouvernement du Canada et des Premières Nations. Le territoire couvert par le Traité 8 s'étend sur 840 000 km2 dans ce qui est de nos jours le Nord de l'Alberta, le Nord-Ouest de la Colombie-Britannique et une partie du Sud des Territoires du Nord-Ouest.

## Annexe